# Gueorgui Kariujin
Gueorgui Kariujin –en ruso, Георгий Карюхин– (Zavitne, URSS, 15 de septiembre de 1939) es un deportista que compitió en piragüismo en la modalidad de aguas tranquilas.
Ganó tres medallas en el Campeonato Mundial de Piragüismo de 1966 y cinco medallas en el Campeonato Europeo de Piragüismo entre los años 1965 y 1969.
Participó en los Juegos Olímpicos de México 1968, donde fue eliminado en las semifinales en la prueba de K4 1000 m.

## Palmarés internacional
| Campeonato Mundial | Campeonato Mundial    | Campeonato Mundial | Campeonato Mundial |
| Año                | Lugar                 | Medalla            | Competición        |
| ------------------ | --------------------- | ------------------ | ------------------ |
| 1966               | Berlín Oriental (RDA) | Medalla de oro     | K1 4 × 500 m       |
| 1966               | Berlín Oriental (RDA) | Medalla de bronce  | K2 500 m           |
| 1966               | Berlín Oriental (RDA) | Medalla de bronce  | K4 1000 m          |
| Campeonato Europeo |                       |                    |                    |
| Año                | Lugar                 | Medalla            | Competición        |
| 1965               | Bucarest (Rumania)    | Medalla de plata   | K2 500 m           |
| 1967               | Duisburgo (RFA)       | Medalla de bronce  | K1 4 × 500 m       |
| 1967               | Duisburgo (RFA)       | Medalla de oro     | K2 500 m           |
| 1967               | Duisburgo (RFA)       | Medalla de bronce  | K4 1000 m          |
| 1969               | Moscú (URSS)          | Medalla de plata   | K2 500 m           |